# Mitsubishi G4M
Mitsubishi G4M (japonsko: 一式陸上攻撃機, 一式陸攻 Išiki rikujō kōgeki ki, Išikirikkō; zahodna oznaka: Betty; vzdevek: hamaki - cigara) je bil japonski dvomotorni srednje težki bombnik iz 2. svetovne vojne. G4M je bil sposobno letalo, bil je lahek in je imel velik dolet, je pa bil skoraj povsem brez zaščite (oklepa) za posadko. To je bilo tudi osebno letalo velikega japoskega admirala Isorokuja Jamamota. V njem je 18. aprila 1943 na otoku Bougainville v Solomonovem otočju po sestrelitvi tudi umrl. Ostanki njegovega letala so še danes vidni v džungli, kjer je strmoglavilo. 

## Specifikacije (G4M1, Model 11)
Podatki iz Airreview's Japanese Navy Aircraft In The Pacific War
Splošne karakteristike
- Posadka: 7
- Dolžina: 19,97 m (65 ft 6¼ in)
- Razpon kril: 24,89 m (81 ft 7¾ in)
- Višina: 4,9 m (16 ft 1 in)
- Površina kril: 78,13 m² (840,9 sq ft)
- Teža praznega letala: 6.741 kg (14860 lb)
- Naložena teža: 9.500 kg (20944 lb)
- Maks. vzletna teža: 12.860 kg (28350 lb)
- Pogon letala: 2 ×  14-valjni zvezdasti zračno hlajen motor Mitsubishi MK4A-11 "Kasei", 1.141 kW (1.530 KM)  vsak
- Propelerji: 4-kraki Hamilton Standard s konstantnimi vrtljaji (licenčno grajeni v podjetju Sumitomo)

 Zmogljivost 
- Maks. hitrost: 428 km/h (230 vozlov, 265 mph)
- Potovalna hitrost: 315 km/h (175 vozlov, 196 mph)
- Hitrost porušitve vzgona: 120 km/h (75 mph)
- Doseg: 2.852 km (1.540 nmi, 1.771 milj (maksimalno (prenaložen): 5.040 km (2.721 nmi, 3.132 milj))
- Višina leta: 8.500 m (27890 ft)
- Hitrost vzpenjanja: 550 m/min (1800 ft/min)

Oborožitev

- Strelno orožje: 1× 20 mm (.79") Tip 99 top (v repu), 4× 7.92 mm (.303") Tip 92 strojnice
- Bombe: 1× 858 kg (1892 lb) Tip 91 torpedo Kai-3 ali pa 1× 800 kg (1764 lb) bomba ali 4× 250 kg (551 lb) bombe